# 中央教育審議会

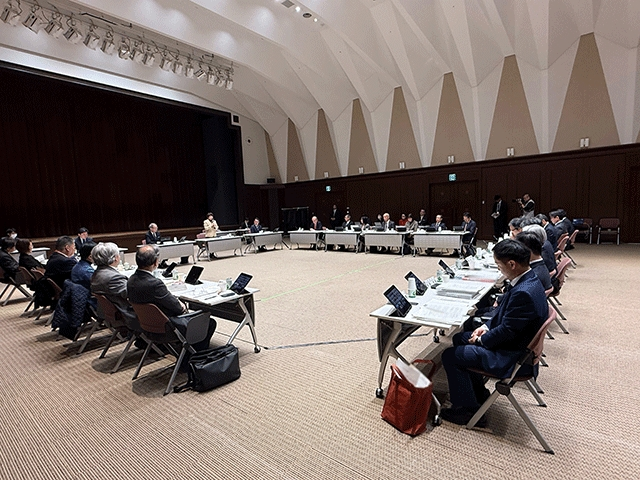
中央教育審議会総会の模様（2025年）

中央教育審議会（ちゅうおうきょういくしんぎかい、英：Central Council for Education）は、日本の文部科学省におかれている審議会である。中教審（ちゅうきょうしん）と略すこともある。

## 概要
文部科学省組織令（平成12年政令第251号）第75・76条の規定に基づき、文部科学大臣の諮問機関として文部科学省内に設置されている審議会である。
1951年（昭和26年）11月12日、内閣総理大臣の諮問機関である教育刷新審議会が、文部省に恒常的な諮問機関として中央教育審議会を設置することを建議した。なお、同審議会はこれを最後の建議として1952年6月に廃止されている。この建議を受けて、1952年（昭和27年）6月6日、文部省設置法が一部改正され、中央教育審議会が、「文部大臣の諮問に応じて教育に関する基本的な重要施策について調査審議し、及びこれらの事項に関して文部大臣に建議する」機関として設置された。
その後、2001年（平成13年）の中央省庁再編により、旧文部省の中央教育審議会を母体にしつつ、生涯学習審議会、理科教育及び産業教育審議会、教育課程審議会、教育職員養成審議会、大学審議会、保健体育審議会を統合した。しかし、実質的には分科会－部会・委員会方式により3階層をとり、全省庁の中でも最も多様で裾野の広い審議会を形成している。
2017年 (平成30年) 審議会の再編を実施。
中央教育審議会は、次の事務をつかさどっている。
1. 文部科学大臣の諮問に応じて、教育の振興及び生涯学習の推進を中核とした豊かな人間性を備えた創造的な人材の育成に関する重要事項、スポーツの振興に関する重要事項を調査審議し、文部科学大臣に意見を述べること。
2. 文部科学大臣の諮問に応じて生涯学習に係る機会の整備に関する重要事項を調査審議し、文部科学大臣又は関係行政機関の長に意見を述べること。
3. 法律や政令により中央教育審議会の権限に属させられた事項を処理すること。

## 分科会
中央教育審議会には課題の性質別に分科会、さらにその下に部会・委員会がおかれ、それぞれについて別途委員が選任されている。現在は、「教育制度分科会」、「生涯学習分科会」、「初等中等教育分科会」、「大学分科会」の4つの分科会と、総計約70の部会・委員会がおかれている。また、どの分科会にも属さない、「教育振興基本計画部会」、「地方文化財行政に関する特別部会」の2つの部会がある。

### 教育制度分科会
教育制度分科会の主な所掌事務は、次の通りである。
1. 豊かな人間性を備えた創造的な人材の育成のための教育改革に関する重要事項を調査審議すること。
2. 地方教育行政に関する制度に関する重要事項を調査審議すること。

- 平成25年05月委員名簿

分科会の部会・委員会は2つ。部会・委員会は休眠しているものもあるため、その名称や委員名簿は割愛し、部会・委員会等一覧のリンクを示すだけとした。
- 部会・委員会等一覧

### 生涯学習分科会
生涯学習分科会の主な所掌事務は、次の通りである。
1. 生涯学習に係る機会の整備に関する重要事項を調査審議すること。
2. 社会教育の振興に関する重要事項を調査審議すること（スポーツ・青少年分科会の所掌に属するものを除く）。
3. 視聴覚教育に関する重要事項を調査審議すること。

平成30年4月委員名簿
分科会の部会・委員会は7つ。部会・委員会は休眠しているものもあるため、その名称や委員名簿は割愛し、部会・委員会等一覧のリンクを示すだけとした。
- 部会・委員会等一覧

### 初等中等教育分科会
初等中等教育分科会の主な所掌事務は、次の通りである。
1. 初等中等教育（小学校、中学校、高等学校、中等教育学校、盲学校、聾学校、養護学校及び幼稚園における教育をいう。次号において同じ。）の振興に関する重要事項を調査審議すること（生涯学習分科会及びスポーツ・青少年分科会の所掌に属するものを除く）。
2. 初等中等教育の基準に関する重要事項を調査審議すること。
3. 教育職員の養成並びに資質の保持及び向上に関する重要事項を調査審議すること。

平成30年6月委員名簿
分科会の部会・委員会は48。部会・委員会は休眠しているものもあるため、その名称や委員名簿は割愛し、部会・委員会等一覧のリンクを示すだけとした。
- 部会・委員会等一覧

### 大学分科会
大学分科会の主な所掌事務は、次の通りである。
1. 大学及び高等専門学校における教育の振興に関する重要事項を調査審議すること（スポーツ・青少年分科会の所掌に属するものを除く）。

平成30年10月委員名簿
分科会の部会・委員会は7つ。部会・委員会は休眠しているものもあるため、その名称や委員名簿は割愛し、部会・委員会等一覧のリンクを示すだけとした。
- 部会・委員会等一覧

## 中央教育審議会 歴代委員

### 第11期 (2021年〜)
- 令和3年3月9日発令 第11期中央教育審議会委員

### 第10期 (2019年〜)
- 平成31年2月15日発令 委員名簿

### 第9期 (2017年〜)
- 平成29年2月15日発令 委員名簿

### 第8期（2015年～）
平成27年2月15日発令 再編された。

### 第7期（2013年～）
- 相原康伸:日本労働組合総連合会副会長、全日本自動車産業労働組合総連合会会長
- 明石要一:千葉大学教授
- 安西祐一郎:独立行政法人日本学術振興会理事長
- 五十嵐俊子:日野市立平山小学校長
- 生重幸恵:特定非営利活動法人スクール・アドバイス・ネットワーク理事長、一般社団法人キャリア教育コーディネーターネットワーク協議会代表理事
- 浦野光人:株式会社ニチレイ代表取締役会長、公益社団法人経済同友会幹事、公益財団法人産業教育振興中央会理事長
- 衞藤隆:社会福祉法人恩賜財団母子愛育会日本子ども家庭総合研究所所長、東京大学名誉教授
- 大島まり:東京大学大学院情報学環教授、東京大学生産技術研究所教授
- 小川正人:放送大学教養学部教授、東京大学名誉教授
- 小原芳明:玉川大学長
- 帯野久美子:株式会社インターアクト・ジャパン代表取締役
- 河田悌一:日本私立学校振興・共済事業団理事長
- 菊川律子:九州大学理事
- 北城恪太郎:日本アイ・ビー・エム株式会社相談役、公益社団法人経済同友会終身幹事、学校法人国際基督教大学理事長
- 櫻井よしこ:ジャーナリスト、公益財団法人国家基本問題研究所理事長
- 篠原文也:政治解説者、ジャーナリスト
- 白石勝也:愛媛県松前町長
- 高橋香代:岡山大学大学院教育学研究科教授、岡山県教育委員会委員
- 武田岳彦:社団法人日本PTA全国協議会会長
- 田邉陽子:日本大学法学部准教授
- 長尾ひろみ:広島女学院大学長
- 橋本昌:茨城県知事
- 橋本都:青森県教育委員会教育長
- 濱田純一:東京大学総長
- 早川三根夫:岐阜市教育委員会教育長
- 平尾誠二:神戸製鋼ラグビー部ゼネラルマネージャー兼総監督、特定非営利活動法人スポーツ・コミュニティ・アンド・インテリジェンス機構理事長
- 三村明夫:新日鐵住金株式会社取締役相談役
- 無藤隆:白梅学園大学子ども学部教授兼子ども学研究科長
- 森民夫:長岡市長
- 吉田晋:学校法人富士見丘学園理事長、富士見丘中学高等学校校長、日本私立中学高等学校連合会長

### 第6期（2011年～）
- 相川敬:社団法人日本PTA全国協議会会長
- 安彦忠彦:早稲田大学教育・総合科学学術院教授（特任）
- 安西祐一郎:学校法人慶應義塾学事顧問、慶應義塾大学理工学部教授
- 五十嵐俊子:日野市立平山小学校長
- 生重幸恵:特定非営利活動法人スクール・アドバイス・ネットワーク理事長
- 石井正弘:岡山県知事
- 浦野光人:株式会社ニチレイ代表取締役会長、公益社団法人経済同友会幹事、財団法人産業教育振興中央会理事長
- 衞藤隆:社会福祉法人恩賜財団母子愛育会日本子ども家庭総合研究所副所長母子保健研究部長兼任
- 大日向雅美:恵泉女学園大学大学院平和学研究科教授
- 岡島成行:大妻女子大学家政学部教授、公益社団法人日本環境教育フォーラム理事長
- 小川正人:放送大学教養学部教授、東京大学名誉教授
- 奥野史子:スポーツコメンテーター
- 貝ノ瀨滋:三鷹市教育委員会教育長
- 加藤友康:情報産業労働組合連合会　中央執行委員長
- 金子元久独立行政法人国立大学財務経営センター教授　研究部長
- 北城恪太郎:日本アイ・ビー・エム株式会社最高顧問、公益社団法人経済同友会終身幹事、学校法人国際基督教大学理事長
- 國井秀子:リコーITソリューションズ株式会社取締役会長執行役員
- 篠原文也:政治解説者、ジャーナリスト
- 田村哲夫:学校法人渋谷教育学園理事長、渋谷教育学園幕張中学校・高等学校長
- 寺島光一郎:北海道乙部町長
- 長尾ひろみ:広島女学院大学長
- 橋本都:青森県教育委員会教育長
- 濱田純一:東京大学総長
- 菱沼典子:聖路加国際大学看護学部長兼看護学研究科長
- 平尾誠二:神戸製鋼ラグビー部ゼネラルマネージャー兼総監督、特定非営利活動法人スポーツ・コミュニティ・アンド・インテリジェンス機構理事長
- 三村明夫:新日本製鐵株式會社代表取締役会長
- 宮崎緑:千葉商科大学教授、政策情報学部長
- 無藤隆:白梅学園大学子ども学部教授兼子ども学研究科長
- 村松泰子:東京学芸大学長
- 森民夫:長岡市長

### 第5期（2009年～）
- 安彦忠彦:早稲田大学教育・総合科学学術院教授（特任）
- 安西祐一郎:慶應義塾長
- 飯野正子:津田塾大学長
- 石井正弘:岡山県知事
- 岩﨑洋子:滋賀県栗東市教育委員会教育長
- 宇津木妙子:ルネサス高崎女子ソフトボール部シニアアドバイザー
- 浦野光人:社団法人経済同友会副代表幹事,財団法人産業教育振興中央会理事長,株式会社ニチレイ代表取締役会長
- 衞藤隆:東京大学大学院教育学研究科教授
- 大原正行:東京都教育委員会教育長
- 大日向雅美:恵泉女学園大学大学院人間社会学研究科教授
- 大嶺せい子:にしみたか学園三鷹市立第二中学校長
- 岡島成行:大妻女子大学家政学部教授
- 小川正人:放送大学教養学部教授
- 荻上紘一:独立行政法人大学評価・学位授与機構教授
- 梶田叡一副会長:兵庫教育大学学長
- 加藤裕治:財団法人中部産業・労働政策研究会理事長,全日本自動車産業労働組合総連合会顧問
- 金子元久東京大学大学院教育学研究科長
- 菊川律子:独立行政法人国立青少年教育振興機構理事
- 郷通子:お茶の水女子大学長
- 小嶋善吉:静岡市長
- 小松節子:小松ばね工業株式会社代表取締役
- 小宮山宏:東京大学総長
- 篠原文也:政治解説者、ジャーナリスト
- 曽我邦彦:社団法人日本PTA全国協議会顧問
- 田村哲夫副会長:学校法人渋谷教育学園理事長、渋谷教育学園幕張中学校・高等学校長
- 寺島光一郎:北海道乙部町長
- 寺島実郎:株式会社三井物産戦略研究所長,財団法人日本総合研究所会長
- 菱沼典子:聖路加看護大学看護学部教授
- 増田明美:スポーツジャーナリスト、大阪芸術大学教養課程教授
- 三村明夫会長:社団法人日本経済団体連合会副会長,新日本製鐵株式會社代表取締役会長

### 第1期(2001年)～第4期（2008年）
| 氏名         | 第1期  | 第2期  | 第3期  | 第4期  |
| ------------ | ------ | ------ | ------ | ------ |
| 相澤益男     |        |        | ○      |        |
| 赤田英博     |        | ○      | ○      |        |
| 浅見俊雄     | ○      | ○      |        |        |
| 荒木喜久子   | ○      |        |        |        |
| 安彦忠彦     |        |        | ○      | ○      |
| 安西祐一郎   |        |        | ○      | ○      |
| 飯野正子     |        |        | ○      | ○      |
| 石井正弘     |        |        | ○      | ○      |
| 石倉洋子     | ○      | ○      |        |        |
| 今井佐知子   | ○      |        |        |        |
| 岩崎洋子     |        |        |        | ○      |
| 内永ゆか子   | ○      | ○      |        |        |
| 宇津木妙子   |        |        |        | ○      |
| 梅田昭博     |        |        |        | ○      |
| 江上節子     | ○      | ○      | ○      |        |
| 衞藤隆       |        |        | ○      | ○      |
| 岡島成行     |        |        |        | ○      |
| 荻上紘一     |        |        |        | ○      |
| 奥島孝康     | ○      | ○      |        |        |
| 奥山恵美子   |        |        |        | ○      |
| 小栗洋       |        | ○      |        |        |
| 梶田叡一     | ○      | ○      | ○      | 副会長 |
| 加藤裕治     |        | ○      | ○      | ○      |
| 金子元久     |        |        | ○      | ○      |
| 北脇保之     |        |        | ○      | ○      |
| 岸本忠三     | ○      | ○      |        |        |
| 木村孟       | 副会長 | 副会長 | 副会長 |        |
| 黒田玲子     |        | ○      | ○      | ○      |
| 見城美枝子   |        |        | ○      |        |
| 郷通子       |        |        | ○      | ○      |
| 國分正明     | ○      | ○      |        |        |
| 佐伯啓思     |        |        |        | ○      |
| 佐々木毅     |        | ○      |        |        |
| 佐藤幸治     | ○      | ○      |        |        |
| 佐藤友美子   |        |        | ○      |        |
| 島田京子     |        |        |        | ○      |
| 髙木剛       | ○      |        |        |        |
| 髙倉翔       | ○      |        |        |        |
| 田村哲夫     | ○      | ○      |        | ○      |
| 千田捷熙     | ○      |        |        |        |
| 角田元良     |        |        | ○      | ○      |
| 寺島実郎     | ○      | ○      | ○      | ○      |
| 渡久山長輝   |        | ○      |        |        |
| 鳥居泰彦     | 会長   | 会長   | 会長   |        |
| 中嶋嶺雄     | ○      | ○      | ○      |        |
| 中村吉右衛門 |        |        |        | ○      |
| 中村桂子     | ○      | ○      |        |        |
| 中村正彦     |        |        | ○      | ○      |
| 丹羽雅子     |        | ○      |        |        |
| 野中ともよ   |        | ○      | ○      |        |
| 野依良治     |        |        | ○      | ○      |
| 橋本由愛子   |        | ○      |        |        |
| 平野啓子     |        |        |        | ○      |
| 増田明美     | ○      | ○      | ○      | ○      |
| 松下倶子     | ○      | ○      | ○      |        |
| 三村明夫     |        |        |        | 副会長 |
| 宮城篤実     |        |        |        | ○      |
| 茂木友三郎   | 副会長 | 副会長 | 副会長 |        |
| 森民夫       | ○      |        |        |        |
| 山崎正和     |        |        |        | 会長   |
| 山下泰裕     | ○      | ○      |        |        |
| 山本恒夫     | ○      | ○      |        |        |
| 山本文男     |        |        | ○      |        |
| 湯川れい子   |        |        | ○      |        |
| 横山英一     | ○      |        |        |        |
| 横山洋吉     | ○      | ○      |        |        |
| 吉川弘之     | ○      |        |        |        |

- 第1期 - 2001年2月1日発令
- 第2期 - 2003年2月1日発令
- 第3期 - 2005年2月1日発令
- 第4期 - 2007年2月1日発令
- 第5期 - 2009年2月1日発令
- 第6期 - 2011年2月1日発令
- 第7期 - 2013年2月15日発令